# Pustków (województwo lubuskie)
Pustków – osada w Polsce położona w województwie lubuskim, w powiecie żarskim, w gminie Trzebiel.
W latach 1975–1998 miejscowość położona była w województwie zielonogórskim.